# Pedro Dias (historiador de arte)
António Pedro Machado Gonçalves Dias (Coimbra, 1950 — ) é um historiador de arte português.
Foi Professor na área de História da Arte da Faculdade de Letras da Universidade de Coimbra (1990-2011), onde se doutorou em 1982, sendo autor de um vasto trabalho de investigação neste domínio.

## Vida / Obra
Estagiou e desenvolveu trabalhos de investigação em diversos países (Espanha, Itália, Holanda, Alemanha, França, Itália, Brasil, Índia) como bolseiro do Instituto Nacional de Investigação Científica, da Fundação Calouste Gulbenkian e de outras instituições.
Entre os cargos que desempenhou podem destacar-se os seguintes: Diretor do Instituto de História da Arte da Universidade de Coimbra (1976-97; 2001-03); Diretor do Museu Nacional de Machado de Castro (1984-86); Delegado da Secretaria de Estado da Cultura para a Zona Centro; Diretor-geral do Instituto dos Arquivos Nacionais/Torre do Tombo (2004-05); Diretor-Geral da Biblioteca Nacional de Portugal (2011-12). Em 2005, foi condecorado por Sua Excelência o Presidente da República com o Grau de Comendador da Ordem do Infante D. Henrique.
Foi comissário-científico ou comissário-geral de diversas exposições, nomeadamente as seguintes: O Tempo das Feitorias, Museu Real de Antuérpia, 1991; A Arte da Época dos Descobrimentos, Museu Nacional de Arte Antiga, Lisboa, 1992; Grão Vasco e a Pintura Europeia do Renascimento, Palácio Nacional da Ajuda, Lisboa, 1992; Álvaro Pires de Évora, um pintor português no Quattrocento Italiano, Torre do Tombo, Lisboa, 1994; Reflexos: Símbolos e Imagens do Cristianismo na Porcelana Chinesa, Museu de São Roque, Lisboa, 1997; O brilho do Norte: escultura e escultores do Norte da Europa em Portugal, época Manuelina, Lisboa, Palácio Nacional da Ajuda, 1997; Tesouros do Norte de Portugal, Centro Cultural de Macau, 1999; A Escultura de Coimbra do Gótico ao Maneirismo, Mosteiro de Santa Cruz, Coimbra, 2003; Vicente Gil e Manuel Vicente, Pintores da Coimbra Manuelina, Coimbra, 2003; Memórias de Santa Cruz, Coimbra, 2003.

## Algumas obras
- Markl, Dagoberto; Dias, Pedro – História da Arte em Portugal - 15 Volumes. Publicações Alfa, 1986.
- Dias, Pedro – A Arquitectura Manuelina. Livraria Civilização Editora, 1988.
- Dias, Pedro – Os Portais Manuelinos do Mosteiro dos Jerónimos. Coimbra: Instituto de História da Arte, Faculdade de Letras da Universidade de Coimbra, 1993.
- Dias, Pedro – A Viagem das Formas (1995). Editorial Estampa, 2008
- Dias, Pedro – Coimbra Arte e História. Edições Minerva Coimbra, 1995
- Dias, Pedro – O Fydias Peregrino: Nicolau Chanterene e a Escultura Europeia do Renascimento. Coimbra: Instituto de História da Arte, 1996.
- Dias, Pedro – A escultura de Coimbra, do gótico ao maneirismo. Coimbra: Câmara Municipal de Coimbra, 2003.
- Dias, Pedro – A Escultura Maneirista Portuguesa. Edições Minerva Coimbra, 2007
- Dias, Pedro – História da Arte Luso-Brasileira, Urbanização e Fortificação. Edições Almedina, 2009
- Dias, Pedro – Arte Indo-Portuguesa. Edições Almedina, 2009
- Dias, Pedro – A Urbanização e a Arquitectura dos Portugueses em Macau. Coimbra Editora, 2010